# 演劇ユニット・Key Station
演劇ユニット・Key Station（えんげきゆにっと・きーすてーしょん）は日本の演劇集団。

2004年10月に「ザ・ドリフターズみたいな子供から大人まで楽しめて安価で観られる演劇集団を作りたい」と言う加藤乃利勝を中心として結成された。
千葉県船橋市で公演活動を行っている。

## 公演作品
- 第一回公演「真実は笑わない」原作／中野守（中野劇団）　2006年11月公演　船橋市宮本公民館講堂
  - 出演者　南風（加藤乃利勝）、葉月洋子、近藤亜美、渡辺直子、大場裕介、野津浩子、椎名裕樹、山崎智和、山口智子

- 第二回公演「短編集 夢列車」原作／中野守（中野劇団）　2007年5月公演　浦安市民プラザ　wave101
  - 出演者　南風（加藤乃利勝）、夕鶴みき、葉月洋子、坂田二郎、長谷瞳、大場裕介、斎木正道、椎名裕樹

- 第三回公演「Smokin'Boogie」原作／長畑聡之助（花形文化劇場）　2008年12月公演　船橋市民文化創造館　きららホール
  - 出演者　坂田二郎、斎木正道、葉月洋子、中林充司、高木正晃、根本彩夏、大久保直子、南風（加藤乃利勝）

- 第四回公演「短編集 夢列車 第二章」原作／中野守（中野劇団）　2009年9月公演　船橋市民文化創造館　きららホール
  - 出演者　南風（加藤乃利勝）、坂田二郎、中林充司、根本彩夏、大久保直子、相田楓、山崎智和、夕鶴みき

- 第五回公演「～夏空の光～」原作／皆木達也（劇団東京観光）　2010年9月公演　船橋市民文化創造館　きららホール
  - 出演者　相田楓、細川裕葵、角地未保子、坂田二郎、中林充司、南風（加藤乃利勝）

- 第六回公演「短編集 夢列車 第三章」原作／中野守（中野劇団）　2011年11月公演　船橋市宮本公民館講堂
  - 出演者　南風（加藤乃利勝）、坂田二郎、角地未保子、城直展也、ウサミトシ、大瀧結衣、千葉瑞貴、相田楓、花井円香